# 人民塘站
人民塘站是成都地铁17号线二期工程建设中的一座地下车站，预计于2025年启用。车站位于中华人民共和国四川省成都市成华区二仙桥街道和龙潭街道交界处的民旺二路成华大道口西侧。
人民塘站与 8号线圣灯公园站距离约200米，但需出站换乘。

## 车站结构
本站为地下二层双柱三跨岛式车站，采用明挖顺作法施工。预留建设连接圣灯公园站的换乘通道条件。
| 地面      |                                 | 出入口                            |  |
| 地下 一层 | 站厅层                          | 安检、售票机、卫生间              |  |
| 地下 二层 |                                 | 17号线列车往九江北方向 （机车厂） |  |
| 地下 二层 | 岛式站台，左边车门将会开启      |                                   |  |
| 地下 二层 | 17号线列车往高洪方向 （航天路） |                                   |  |

## 大事记
- 2020年9月18日，人民塘站主体围护结构开工；[2]
- 2021年10月9日，人民塘站主体结构封顶。[3]